# Flight
Flight (フライト , Furaito?) är en singel av det japanska rockbandet MUCC, utgiven den 2 maj 2007. Singeln såldes i en begränsad utgåva med en bonus-DVD och en standardutgåva med två liveinspelningar från bandets Europaturné. Under första försäljningsveckan sålde singeln i 8 804 exemplar och nådde som bäst plats 14 på den japanska försäljningstoppen.

## Låtlista
1. "Flight" (フライト)
2. "Kanashii hanashi" (悲しい話)
3. "Libra Live ver. (2007/03/18 London UK)" (リブラ　Live ver. (2007/03/18 London UK))*
4. "Yasashii uta Live ver. (2007/03/23 Saarbrucken GERMANY)" (優しい歌　Live ver. (2007/03/23 Saarbrucken GERMANY))*

* Endast på standardutgåvan.

### Bonus-DVD
Endast med den begränsade utgåvan

"MUCC in EURO 2007" (speltid ca 36 min.)